# Nerf carotico-tympanique
Les nerfs carotico-tympaniques sont des nerfs qui innervent le tympan et le canal carotidien.
Ce sont des branches terminales du nerf tympanique.
Ils intègrent des fibres sympathiques post-ganglionnaires du plexus carotidien interne qui pénètrent dans la cavité tympanique via l'artère carotico-tympanique. Ces fibres rejoignent le plexus tympanique qui se situe à la surface du promontoire.